# Bethesda Game Studios Austin
Bethesda Game Studios Austin — американський розробник відеоігор, що базується в Остіні та є структурним підрозділом Bethesda Game Studios. Студія була заснована як BattleCry Studios у 2012 році та була дочірнім підприємством ZeniMax Media, а в березні 2018-го стала частиною Bethesda Game Studios і провела ребрендинг, отримавши нову назву — Bethesda Game Studios Austin. Вона співпрацювала з id Software в розробці багатокористувацького контенту для Doom і виконувала додаткову роботу в розробці Fallout 76.

## Історія
BattleCry Studios була заснована 3 жовтня 2012 року як дочірнє підприємство ZeniMax Media на чолі з Річем Вогелем. Спочатку студія шукала розробників із досвідом роботи над іграми, що розповсюджуються як free-to-play і містять мікротранзакції.
У травні 2014 року було оголошено, що студія працює над своєю першою грою BattleCry. Восени 2015 року стало відомо, що студія звільнила «значну частину» персоналу, а також було повідомлено, що BattleCry була скасована на користь інших проєктів. Після цього студія співпрацювала з id Software в розробці багатокористувацького контенту для Doom, замінивши Certain Affinity, а під час розробки Fallout 76 працювала над модифікацією та реструктуризацією ігрового рушія Creation Engine для підтримки багатокористувацької функціональності. У вересні 2017 року Вогель пішов зі студії, щоби перейти до Certain Affinity.
У березні 2018 року BattleCry стала частиною Bethesda Game Studios та провела ребрендинг, отримавши нову назву — Bethesda Game Studios Austin, і нового керівника в особі Дуга Мелленкампа. ZeniMax Media була придбана Microsoft за 7,5 млрд $ у березні 2021 року і стала частиною Xbox Game Studios.

## Список відеоігор
| Рік  | Назва      | Платформа(и)                                                |
| ---- | ---------- | ----------------------------------------------------------- |
| 2016 | Doom       | Microsoft Windows, Xbox One, PlayStation 4, Nintendo Switch |
| 2018 | Fallout 76 | Microsoft Windows, Xbox One, PlayStation 4                  |